# Frans Mortelmans

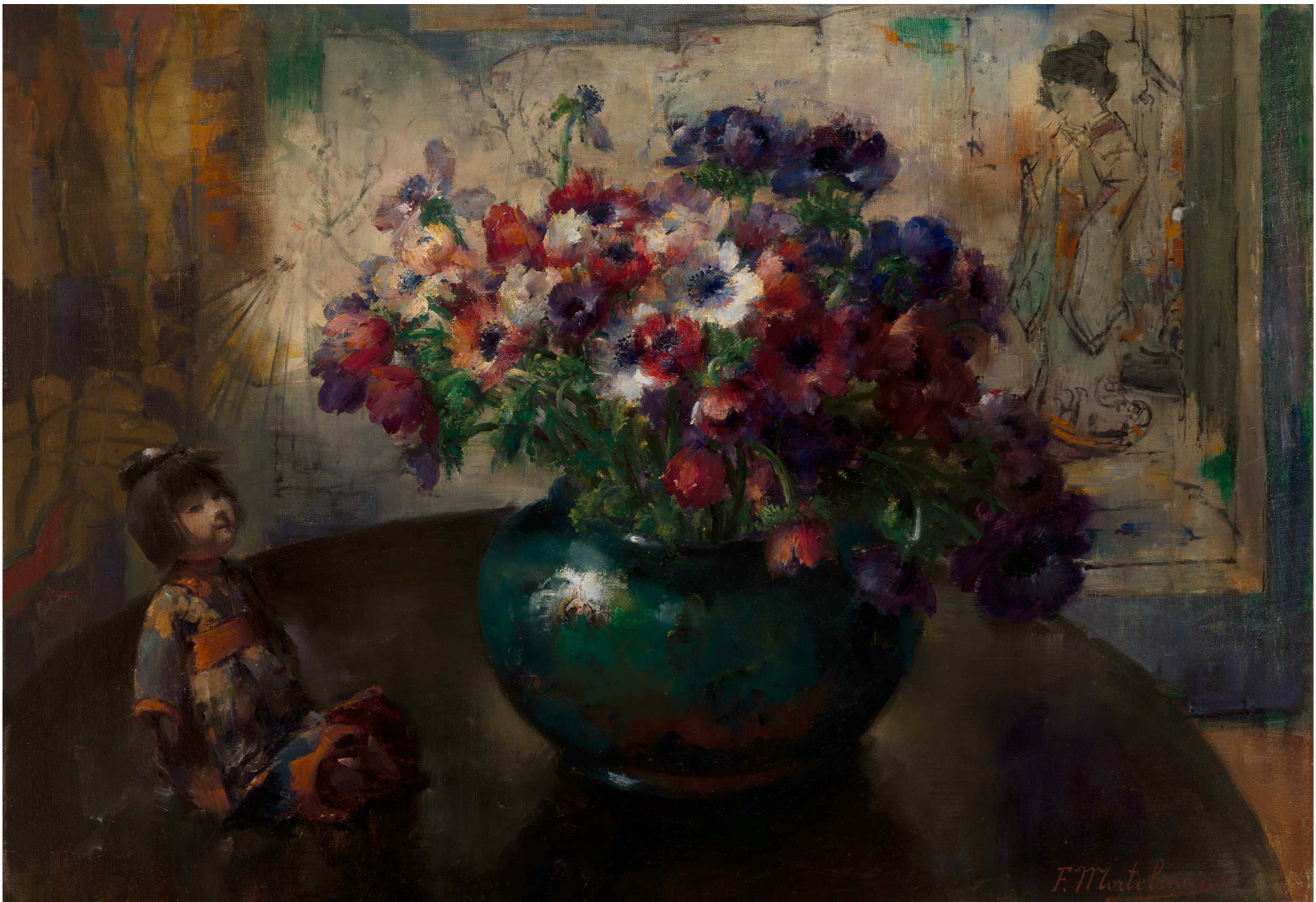
Un recuerdo de Japón

Frans Mortelmans (1 de mayo de 1865 en Amberes - 11 de abril de 1936 en Amberes) fue un pintor, dibujante y grabador belga. Al principio realizó retratos, cuadros de historia, marinas y escenas de género, pero más tarde se especializó en bodegones, y en particular en piezas florales, con las que alcanzó un éxito considerable

## Vida
Frans Mortelmans nació en Amberes como primer hijo de Karel Mortelmans e Isabella Poinjaert. Su padre era impresor y su madre tenía una papelería. Frans tendría cinco hermanos: dos hermanos y tres hermanas. Su hermano mayor, Lodewijk, se convirtió en un reconocido compositor. Todos los hijos de los Mortelman asistieron a la escuela de música local y a la Academia de Bellas Artes de Amberes. 

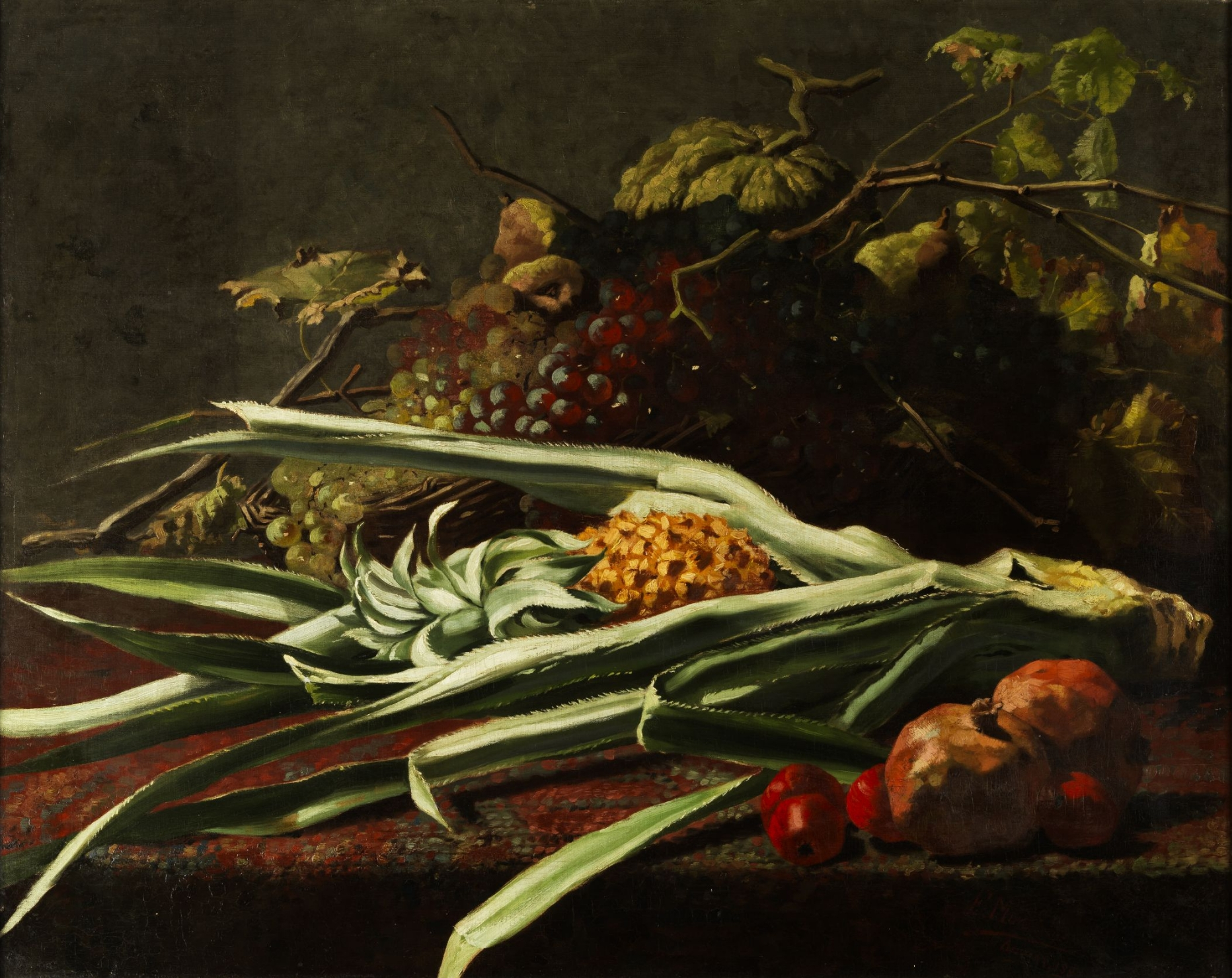
Bodegón con piña, uvas, manzanas y granadas.

Frans Mortelmans estudió en la Academia de Bellas Artes de Amberes bajo la dirección de Lucas Victor Schaefels y Charles Verlat de 1876 a 1886. A continuación, continuó sus estudios en el Instituto Superior de Bellas Artes de Amberes, el recién creado instituto de estudios de postgrado de la Academia. Aquí estudió con Albrecht De Vriendt y con Frans Van Leemputten.
Frans Mortelmans llevaba una existencia muy burguesa. En 1897 se casó con Marie Fontain. La pareja no tuvo hijos. Sus principales ingresos procedían de su trabajo como profesor en la Academia Municipal de Berchem. En los últimos años de su carrera, hasta su jubilación en 1835, fue el director encargado de dicha Academia en sustitución del director en funciones que había sufrido una apoplejía. Dos de sus alumnos más famosos en la Academia fueron Joris Minne y Antoon Mastboom. Mortelmans también dio clases particulares a la condesa Romania du Bois d'Aische, cuñada de Fritz Mayer van den Bergh, cuya colección de arte fue la base de la colección del Museo Mayer van den Bergh. Mortelmans también dio clases a su sobrino Franck Mortelmans (1898-1986), que se convirtió en artista marino.

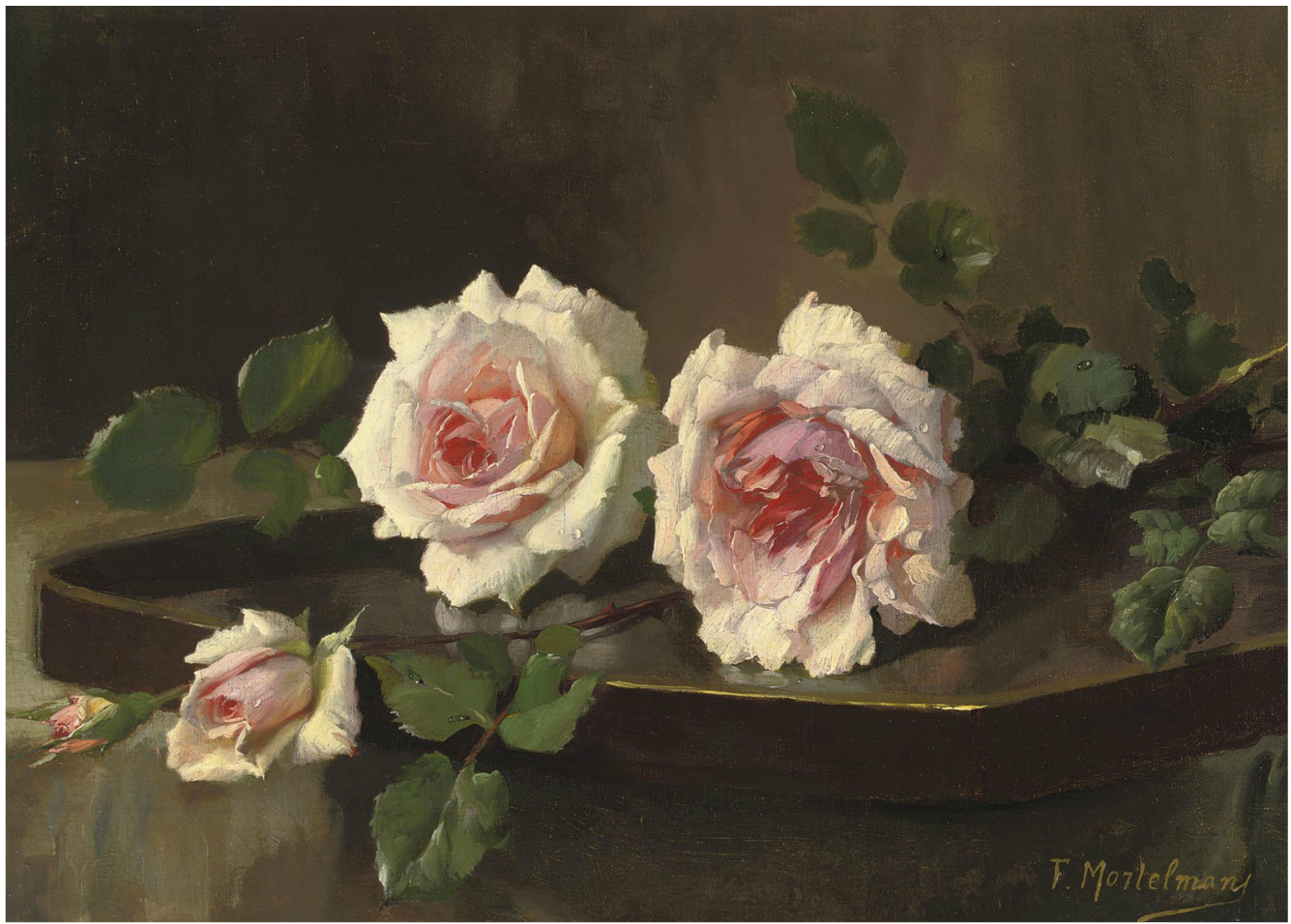
Dos rosas rosadas Prince-de-Bulgarie

Frans Mortelmans participó activamente en las sociedades artísticas que florecieron en Flandes a principios del siglo XX. Al igual que su hermano Lodewijk, fue miembro de la sociedad artística de Amberes "De Scalden". La sociedad tenía inicialmente dos objetivos: la organización de exposiciones de "arte ornamental" y el diseño artístico de desfiles oficiales y de carnaval. Mortelmans expuso sus obras en los diversos actos organizados por "De Scalden", así como en los celebrados por las sociedades artísticas locales "Arte Et Labore" y "De Distel". Además, participó en los salones oficiales y en diversas exposiciones en Amberes, Malinas, Gante y Lieja.
Logró el éxito durante su vida y encontró patrocinadores en casa y en el extranjero. En 1903 su obra recibió el reconocimiento oficial en Bélgica cuando una de sus acuarelas fue adquirida por el Museo Real de Bellas Artes de Amberes.  En 1932 fue nombrado Comandante de la Orden de Leopoldo.

## Trabajo
Frans Mortelmans fue un pintor muy prolífico. Hasta la fecha, se han inventariado más de 850 de sus obras. Su período más productivo se sitúa alrededor de 1900.

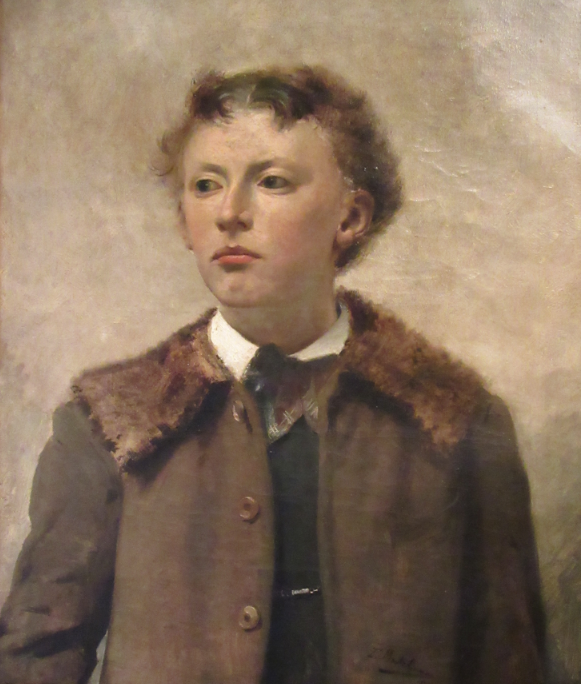
Retrato de un joven

Frans Mortelmans comenzó su carrera como pintor de retratos y figuras, incluidas escenas de género.A partir de 1892, pintó casi exclusivamente bodegones y piezas florales muy decorativos y armoniosamente compuestos. Es a través de estas obras que estableció su reputación. Sus composiciones con rosas rosas son especialmente apreciadas.
Su obra se sitúa entre el impresionismo y el realismo con algunos toques luministas. Realizó numerosas obras al pastel.

## Otras lecturas
- Ivo Schiltz, Dirk Schiltz, 'Frans Mortelmans, 1865-1936: virtuoos bloemenschilder', Standaard, 2009 (in Dutch)
- Stichting Lodewijk Mortelmans, 'Frans Mortelmans (1865-1936): bloemen, stillevens, marines in olie en aquarel', Koninklijk Museum voor Schone Kunsten (Amberes) 2002 (in Dutch)